# Helianthemum corymbosum
Helianthemum corymbosum là một loài thực vật có hoa trong họ Nham mân khôi. Loài này được Michx. mô tả khoa học đầu tiên năm 1803.